# St Helens, Merseyside

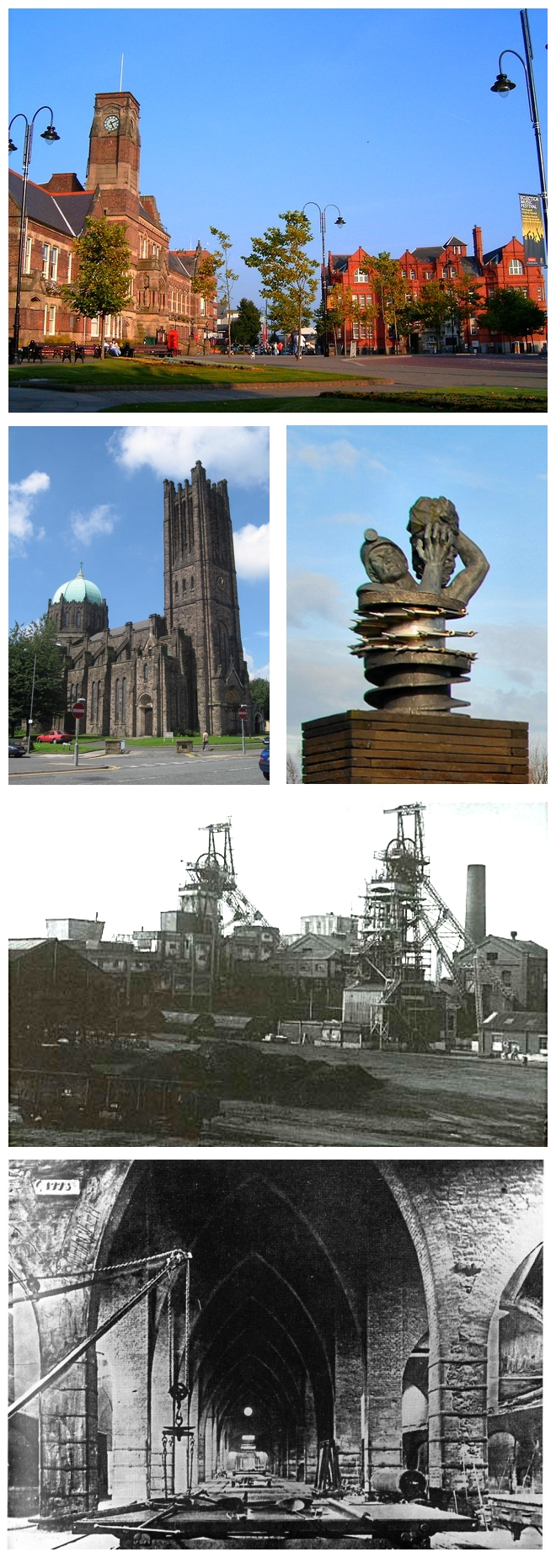
St Helens Photo Montage

St Helens. Merseyside là một thành phố Anh. Dân số năm 2001 là 102.629 người (so với dân số năm 1991 là 106.293 người). Đây là một thành phố trong vùng đô thị Liverpool. Đây là khu định cư lớn nhất của quận trung tâm của St Helens với dân số hơn 100.000 người, một phần của một khu vực đô thị với tổng dân số 176.843 tại thời điểm điều tra dân số năm 2001. Thị trấn đã chính thức được thành lập như là một thành phố vào năm 1868 chịu trách nhiệm cho chính quyền của 4 thị trấn Ecclestone, Parr, Sutton và Windle, với trách nhiệm lớn hơn như một hạt thành lập vào năm 1887.
St Helens nằm ở phía viễn tây nam nam của quận lịch sử Lancashire, ở Tây Bắc nước Anh, 6 dặm (9,7 km) về phía bắc của sông Mersey. 